# Seagaia Ocean Dome
Seagaia (яп. シーガイア Си:гайа, от английских слов sea — «море» и gaia — Гея, древнегреческая богиня земли) — самый большой в мире аквапарк под крышей, внесённый в этом качестве в Книгу рекордов Гиннесса. Располагался в японском городе Миядзаки на острове Кюсю, владелец — сеть отелей Sheraton. Длина купола аквапарка — 300 м, ширина 100 м. Он открылся в 1993 году, наибольшее число посетителей пришло туда в 1995 году — 1 250 000 человек. Аквапарк был оборудован открывающимся куполом, внутри которого температура воздуха не опускалась ниже 30 °C, температуры воды - не ниже 28°C круглый год.
1 октября 2007 года аквапарк был закрыт на обновление и реконструкцию. 
В 2017 году был произведён снос аквапарка,в связи с реновацией сети отелей владельца.